# Siderone angustifascia
Siderone angustifascia är en fjärilsart som beskrevs av Hall 1917. Siderone angustifascia ingår i släktet Siderone och familjen praktfjärilar. Inga underarter finns listade i Catalogue of Life.